# Alfie Allen
Alfie Evan Owen-Allen, meglio noto come Alfie Allen (Londra, 12 settembre 1986), è un attore britannico.
È noto per il ruolo di Theon Greyjoy nella serie tv Il Trono di Spade.

## Biografia
Alfie è figlio della produttrice Alison Owen e dell'attore Keith Allen, nonché nipote di Kevin Allen. È inoltre il fratello minore della pop star Lily Allen, la quale gli ha dedicato la canzone Alfie, ed è cugino del cantante Sam Smith. Dal 2011 al 2019 ha vestito i panni del principe Theon Greyjoy nella serie televisiva della HBO Il Trono di Spade, ruolo per il quale nel 2019 si è autocandidato all'Emmy Award nella categoria "Miglior attore non protagonista in una serie drammatica". Nel 2022 ha fatto il suo debutto a Broadway nel dramma di Martin McDonagh Hangmen, per cui ha ricevuto una candidatura al Tony Award al miglior attore non protagonista in un'opera teatrale.

### Vita privata
Dal 2017 al 2019 ha avuto una relazione con la DJ statunitense Allie Teilz. La coppia ha una figlia, Arrow, nata il 22 ottobre 2018. L'attore è inoltre tifoso dell'Arsenal.

## Filmografia

### Cinema
- Elizabeth, regia di Shekhar Kapur (1998)
- Agente Cody Banks 2 - Destinazione Londra (Agent Cody Banks 2: Destination London), regia di Kevin Allen (2004)
- Stoned, regia di Stephen Woolley (2005)
- Sixty Six, regia di Paul Weiland (2006)
- Cherries, regia di Tom Harper – cortometraggio (2007)
- Espiazione (Atonement), regia di Joe Wright (2007)
- Boy A, regia di John Crowley (2007)
- L'altra donna del re (The Other Boleyn Girl), regia di Justin Chadwick (2008)
- Flashbacks of a Fool, regia di Baillie Walsh (2008)
- Tradire è un'arte - Boogie Woogie (Boogie Woogie), regia di Duncan Ward (2009)
- Freestyle, regia di Kolton Lee (2010)
- The Kid, regia di Nick Moran (2010)
- SoulBoy, regia di Shimmy Marcus (2010)
- Powder, regia di Mark Elliott (2010)
- Plastic, regia di Julian Gilbey (2014)
- John Wick, regia di David Leitch e Chad Stahelski (2014)
- Pandemic, regia di John Suits (2016)
- The Predator, regia di Shane Black (2018)
- Jojo Rabbit, regia di Taika Waititi (2019)
- La leggendaria Dolly Wilde (How to Build a Girl), regia di Coky Giedroyc (2019)
- Night Teeth, regia di Adam Randall (2021)

### Televisione
- The Comic Strip Presents... – serie TV, episodio 4x04 (1988)
- You Are Here, regia di John Birkin – film TV (1998)
- Spaced – serie TV, episodio 1x07 (1999)
- The Golden Hour – serie TV, episodio 1x04 (2005)
- Jericho – serie TV, episodio 1x01 (2005)
- Joe's Palace, regia di Stephen Poliakoff – film TV (2007)
- Casualty 1907 – serie TV, episodi 1x01-1x02-1x03 (2008)
- Coming Up – serie TV, episodio 6x06 (2008)
- Freefall, regia di Dominic Savage – film TV (2009)
- Moving On – serie TV, episodio 2x09 (2010)
- Accused – serie TV, episodio 1x03 (2010)
- Il Trono di Spade (Game of Thrones) – serie TV, 47 episodi (2011-2019)
- Harlots  – serie TV, 2 episodi (2019)
- White House Farm - miniserie TV, 6 episodi (2020)
- SAS: Rogue Heroes serie TV (2022-in corso)

## Teatro
- Equus di Peter Shaffer, regia di Thea Sharrock. Gielgud Theatre di Londra (2008)
- The Spoils di Jesse Eisenberg, regia di Scott Elliott. Trafalgar Studios di Londra (2016)
- Hangmen di Martin McDonagh, regia di Matthew Dunster. John Golden Theatre di Broadway (2022)

## Doppiatori italiani
Nelle versioni in italiano dei suoi film, Alfie Allen è stato doppiato da:
- Davide Albano ne Il Trono di Spade, John Wick, The Predator, Night Teeth
- Fabrizio De Flaviis in Espiazione
- Gianluca Crisafi in Flashbacks of a Fool
- Claudio Crisafulli in Jojo Rabbit